# ザーリャ (宇宙船)
ザーリャ 宇宙船 Zaryaは1980年代末の大型有人垂直離着陸(VTVL)再使用型宇宙カプセルでソユーズ宇宙船を置き換える目的で設計、製造するソビエトの秘密計画だった。
計画は1989年に"ソビエト連邦崩壊前夜"により打ち切られた。
財政難により1989年1月に計画が打ち切られた後、ザーリャの名称は国際宇宙ステーションの最初の構成要素の名称として再利用された。

## 設計
ザーリャ宇宙船はパラシュートを使用せずに逆噴射ロケットにより地球へ軟着陸するというこれまでの全ての宇宙船とは異なる宇宙船になる予定だった。

## 任務
ザーリャ宇宙船はミール宇宙ステーションへ乗員と補給品または補給品のみを自動で輸送する計画だった。
通常の乗員は1名または2名でミールの救命船として最大8人から12人まで輸送可能になる構想だった。